# Krivoglavice
Krivoglavice je naselje u slovenskoj Općini Metliki. Krivoglavice se nalazi u pokrajini Dolenjskoj i statističkoj regiji Jugoistočnoj Sloveniji. 

## Stanovništvo
Prema popisu stanovništva iz 2002. godine naselje je imalo 60 stanovnika.